# António Gualberto do Rosário
António Gualberto do Rosário, né le 12 octobre 1950, est un homme d'État cap-verdien, économiste de formation, plusieurs fois ministre et ancien chef de file du Mouvement pour la démocratie (MpD). 
Il fut Premier ministre du 29 juillet 2000 au 1er février 2001. José Maria Neves lui succéda.

## Biographie
De 1991 à 1993, Rosário a été ministre des Pêches, de l'Agriculture et de l'Animation rurale du Cap-Vert.
Le 11 mai 1998, Rosário a été choisi comme premier vice-Premier ministre du Cap-Vert. Au moment de sa nomination, Rosário était ministre de la Coordination économique. En juillet 2000, Rosário a été choisi pour présider le parti du Mouvement pour la démocratie (MpD). [4] Après la démission de Veiga le 30 juillet 2000, Do Rosário a été nommé Premier ministre. 
Le 11 février 2001, le parti PACIV a remporté les élections législatives . Après les élections, le dirigeant du parti PACIV, José Maria Neves , a remplacé Do Rosário au poste de Premier ministre. Plus tard cette année-là, Rosário quitta-t-il la direction du MpD et fut remplacé par Filomena Delgado en août 2001. 
En 2007, Rosario était président de l'Union nationale des opérateurs touristiques (UNOTUR). En 2016, Rosário a été réélu à la présidence de la Chambre de tourisme. 
En février 2008, il s'est présenté comme candidat indépendant au conseil municipal de Saint-Vincent